# Ressaquinha
Ressaquinha é um município brasileiro no estado de Minas Gerais, Região Sudeste do país. Localiza-se na região central mineira e ocupa uma área de 183,062 km², sendo que 2 km² estão em perímetro urbano. Sua população recenseada em 2022 era de 4 548 habitantes.

## Geografia
Localizada a 154 km da capital mineira, é cortada pela BR-040 e por uma ferrovia, a Variante do Carandaí da antiga Estrada de Ferro Central do Brasil. Na Serra da Mantiqueira, em território do município, nasce o rio Piranga, principal formador do rio Doce. O Instituto Estadual de Florestas de Minas Gerais (IEF-MG) considera essa nascente como a primeira da bacia do rio Doce.
Conforme a classificação geográfica mais moderna (2017) do IBGE, Ressaquinha é um município da Região Geográfica Imediata de Barbacena, na Região Geográfica Intermediária de Barbacena.